# Neotrichia halia
Neotrichia halia is een schietmot uit de familie Hydroptilidae. De soort komt voor in het Nearctisch gebied.